# Tovera de motor de coet

Figura 1: Una tovera de Laval, que mostra la velocitat de flux aproximada que augmenta de verd a vermell en la direcció del flux.

Una tovera de motor de coet és una tovera propulsora (normalment del tipus de Laval) que s'utilitza en un motor de coet per expandir i accelerar els productes de combustió a altes velocitats supersòniques.

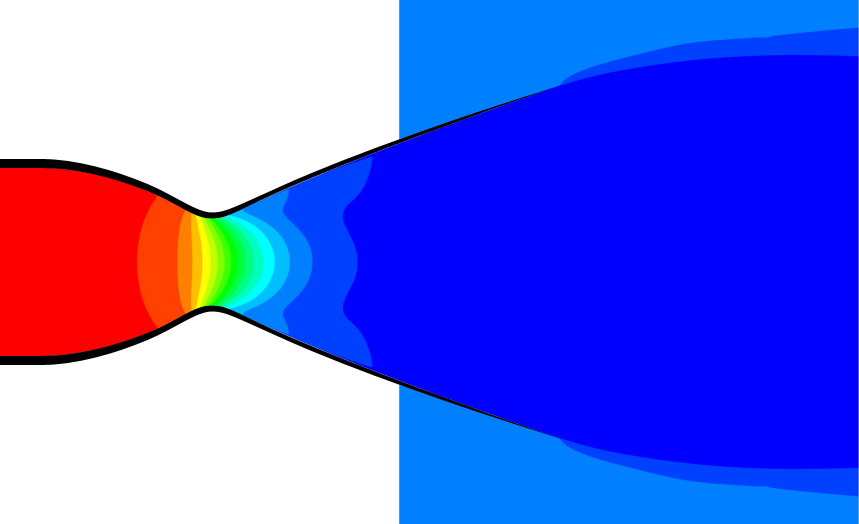
Flux de densitat en una tovera

Simplement: els propel·lents pressuritzats per bombes o gas d'alta pressió a entre dues i diversos centenars d'atmosferes s'injecten en una cambra de combustió per cremar-se, i la cambra de combustió condueix a una broqueta que converteix l'energia continguda en els productes de combustió a alta pressió i alta temperatura en energia cinètica accelerant el gas a alta velocitat i pressió gairebé ambiental.

## Història
Els broquets simples en forma de campana es van desenvolupar al segle XVI. La tovera de Laval va ser desenvolupada originalment al segle XIX per Gustaf de Laval per al seu ús en turbines de vapor. Va ser utilitzat per primera vegada en un dels primers motors de coet desenvolupats per Robert Goddard, un dels pares de la coetística moderna. Des de llavors s'ha utilitzat en gairebé tots els motors de coets, inclosa la implementació de Walter Thiel, que va fer possible el coet V-2 d'Alemanya.

## Ús atmosfèric
La mida òptima de la tovera d'un motor de coet s'aconsegueix quan la pressió de sortida és igual a la pressió ambient (atmosfèrica), que disminueix amb l'augment de l'altitud. La raó d'això és la següent: utilitzant una aproximació quasi unidimensional del flux, si la pressió ambient és superior a la pressió de sortida, disminueix l'empenta neta produïda pel coet, cosa que es pot veure mitjançant una anàlisi de balanç de forces. Si la pressió ambient és més baixa, mentre que el balanç de forces indica que l'empenta augmentarà, les relacions isentròpiques de Mach mostren que la relació d'àrea de la tovera podria haver estat més gran, cosa que resultaria en una velocitat de sortida més alta del propel·lent, augmentant l'empenta. Per als coets que viatgen des de la Terra fins a l'òrbita, un disseny simple de broquet només és òptim a una altitud, perdent eficiència i malgastant combustible a altres altituds.
Just després de la gola, la pressió del gas és superior a la pressió ambient i cal reduir-la entre la gola i la sortida de la tovera per expansió. Si la pressió dels gasos d'escapament que surten de la broqueta encara és superior a la pressió ambient, es diu que una broqueta està subexpandida ; si els gasos d'escapament estan per sota de la pressió ambient, aleshores està sobreexpandida.
Una lleugera sobreexpansió causa una lleugera reducció de l'eficiència, però per altra banda fa poc mal. Tanmateix, si la pressió de sortida és inferior a aproximadament el 40% de la pressió ambient, aleshores es produeix una "separació de flux". Això pot causar inestabilitats d'escapament que poden danyar la tovera, dificultats de control del vehicle o del motor i, en casos més extrems, la destrucció del motor.
En alguns casos, per raons de fiabilitat i seguretat és desitjable encendre un motor de coet a terra que s'utilitzarà fins a l'òrbita. Per a un rendiment òptim d'enlairament, la pressió dels gasos que surten de la tovera ha de ser a la pressió del nivell del mar quan el coet està a prop del nivell del mar (en l'enlairament). Tanmateix, una tovera dissenyada per a funcionar a nivell del mar perdrà ràpidament eficiència a altituds més elevades. En un disseny de diverses etapes, el motor de coet de segona etapa està dissenyat principalment per al seu ús a grans altituds, i només proporciona empenyiment addicional després que el motor de primera etapa realitzi l'enlairament inicial. En aquest cas, els dissenyadors solen optar per un disseny de broquet sobreexpandit (a nivell del mar) per a la segona etapa, cosa que la fa més eficient a altituds més elevades, on la pressió ambient és més baixa. Aquesta era la tècnica emprada en els motors principals (SSME) sobreexpandits (a nivell del mar) del transbordador espacial, que passaven la major part de la seva trajectòria propulsada gairebé en buit, mentre que els dos coets propulsors sòlids eficients a nivell del mar del transbordador proporcionaven la major part de l'impuls inicial d'enlairament. En el buit espacial, pràcticament totes les toveres estan subexpandides perquè per expandir completament els gasos, la tovera hauria de ser infinitament llarga, per la qual cosa els enginyers han de triar un disseny que aprofiti l'expansió addicional (empenta i eficiència) sense afegir un pes excessiu ni comprometre el rendiment del vehicle.

## Ús al buit
Per a les toveres que s'utilitzen en buit o a molt alta altitud, és impossible igualar la pressió ambient; més aviat, les toveres amb una relació d'àrea més gran solen ser més eficients. Tanmateix, una tovera molt llarga té una massa significativa, un inconvenient en si mateix. Normalment s'ha de trobar una longitud que optimitzi el rendiment general del vehicle. A més, a mesura que la temperatura del gas a la tovera disminueix, alguns components dels gasos d'escapament (com ara el vapor d'aigua del procés de combustió) es poden condensar o fins i tot congelar. Això és altament indesitjable i cal evitar-ho.
S'han proposat broquets magnètics per a alguns tipus de propulsió (per exemple, el coet de magnetoplasma d'impuls específic variable, VASIMR), en què el flux de plasma o ions són dirigits per camps magnètics en lloc de parets fetes de materials sòlids. Això pot ser avantatjós, ja que un camp magnètic en si mateix no es pot fondre i les temperatures del plasma poden arribar a milions de kelvins. No obstant això, sovint hi ha reptes de disseny tèrmic presentats per les mateixes bobines, sobretot si s'utilitzen bobines superconductores per formar la gola i els camps d'expansió.

## Broquet de Laval en 1 dimensió

Diagrama d'una tovera de Laval, que mostra l'augment de la velocitat del flux (v) en la direcció del flux, amb disminucions de la temperatura (t) i la pressió (p). El nombre de Mach (M) augmenta de subsònic, a sònic a la gola, a supersònic.

L'anàlisi del flux de gas a través de les toveres de Laval implica diversos conceptes i supòsits simplificadors:
- Es considera que el gas de combustió és un gas ideal.
- El flux de gas és isentròpic; és a dir, a entropia constant, com a resultat de la suposició d'un fluid no viscós i d'un procés adiabàtic.
- El cabal de gas és constant (és a dir, estacionari) durant el període de combustió del propel·lent.
- El flux de gas no és turbulent i és axisimètric des de l'entrada de gas fins a la sortida del gas d'escapament (és a dir, al llarg de l'eix de simetria de la tovera).
- El flux és compressible, ja que el fluid és un gas.

A mesura que el gas de combustió entra a la tovera del coet, viatja a velocitats subsòniques. A mesura que la gola es contrau, el gas es veu obligat a accelerar fins que a la gola de la broqueta, on l'àrea de la secció transversal és menor, la velocitat lineal esdevé sònica. Des de la gola, la secció transversal augmenta, el gas s'expandeix i la velocitat lineal esdevé progressivament més supersònica.
La velocitat lineal dels gasos d'escapament que surten es pot calcular mitjançant la següent equació
{\displaystyle v_{\text{e}}={\sqrt {{\frac {TR}{M}}\,{\frac {2\gamma }{\gamma -1}}\left[1-\left({\frac {p_{\text{e}}}{p}}\right)^{\frac {\gamma -1}{\gamma }}\right]}}}
on:
| {\displaystyle T},            | temperatura absoluta del gas a l'entrada (K)                   |
| {\displaystyle R}             | ≈ 8314.5 J/kmol·K, constant universal de la llei dels gasos    |
| {\displaystyle M},            | massa molecular o pes del gas (kg/kmol)                        |
| {\displaystyle \gamma }       | =𝑐p/cv, factor d'expansió isentròpica                          |
| {\displaystyle c_{\text{p}}}, | capacitat calorífica específica, a pressió constant, del gas   |
| {\displaystyle c_{\text{v}}}, | capacitat calorífica específica, a volum constant, del gas     |
| {\displaystyle v_{\text{e}}}, | velocitat del gas al pla de sortida de la broqueta (m/s)       |
| {\displaystyle p_{\text{e}}}, | pressió absoluta del gas al pla de sortida de la broqueta (Pa) |
| {\displaystyle p},            | pressió absoluta del gas a l'entrada (Pa)                      |

Alguns valors típics de la velocitat dels gasos d'escapament v e per a motors de coet que cremen diversos propel·lents són:
- 1,7 a 2,9 km/s (3800 a 6500 mi/h) per a monopropel·lents líquids
- 2,9 a 4,5 km/s (6500 a 10100 mi/h) per a bipropel·lents líquids
- 2.1 a 3.2 km/s (4700 a 7200 mi/h) per a propel·lents sòlids

Com a nota d'interès, de vegades s'anomena ve la velocitat ideal dels gasos d'escapament perquè es basa en la suposició que els gasos d'escapament es comporten com un gas ideal.
Com a exemple de càlcul utilitzant l'equació anterior, suposem que els gasos de combustió del propel·lent estan: a una pressió absoluta que entra a la tovera de p = 7,0 MPa i surten de l'escapament del coet a una pressió absoluta de pe = 0,1 MPa; a una temperatura absoluta de T = 3500 K; amb un factor d'expansió isentròpica de γ = 1,22 i una massa molar de M = 22 kg/kmol. Si s'utilitzen aquests valors a l'equació anterior, s'obté una velocitat d'escapament ve = 2802 m/s o 2,80 km/s, la qual cosa és coherent amb els valors típics anteriors.
La literatura tècnica pot ser molt confusa perquè molts autors no expliquen si utilitzen la constant universal de la llei dels gasos R, que s'aplica a qualsevol gas ideal, o si utilitzen la constant de la llei dels gasos Rs , que només s'aplica a un gas individual específic. La relació entre les dues constants és Rs = R/M, on R és la constant universal dels gasos i M és la massa molar del gas.

## Impuls específic
- underexpanded
- ambient
- overexpanded
- grossly overexpanded.

Els broquets poden ser (de dalt a baix):
- underexpanded
- ambient
- overexpanded
- grossly overexpanded.
Si una tovera està subexpandida o sobreexpandida, es produeix una pèrdua d'eficiència en relació amb una tovera ideal. Els broquets molt sobreexpandits han millorat l'eficiència en relació amb un broquet poc expandit (tot i que encara són menys eficients que un broquet amb la relació d'expansió ideal), però el jet d'escapament és inestable.

L'empenta és la força que mou un coet per l'aire o l'espai. L'empenta és generada pel sistema de propulsió del coet mitjançant l'aplicació de la tercera llei del moviment de Newton: "Per a cada acció hi ha una reacció igual i oposada". Un gas o fluid de treball s'accelera per la part posterior de la tovera del motor del coet, i el coet s'accelera en la direcció oposada. L'empenta de la tovera d'un motor de coet es pot definir com:
{\displaystyle {\begin{aligned}F&={\dot {m}}v_{\text{e}}+\left(p_{\text{e}}-p_{\text{o}}\right)A_{\text{e}}\\[2pt]&={\dot {m}}\left[v_{\text{e}}+\left({\frac {p_{\text{e}}-p_{\text{o}}}{\dot {m}}}\right)A_{\text{e}}\right],\end{aligned}}}
el terme entre parèntesis es coneix com a velocitat equivalent,
{\displaystyle F={\dot {m}}v_{\text{eq}}.}
L'impuls específic {\displaystyle I_{\text{sp}}} és la relació entre l'empenta produïda i el flux en pes dels propel·lents. És una mesura de l'eficiència del combustible d'un motor de coet. En unitats d'enginyeria angleses es pot obtenir com a
{\displaystyle I_{\text{sp}}={\frac {F}{{\dot {m}}g_{\text{o}}}}={\frac {{\dot {m}}v_{\text{eq}}}{{\dot {m}}g_{\text{o}}}}={\frac {v_{\text{eq}}}{g_{\text{o}}}},}
on:
| {\displaystyle F},             | empenta bruta del motor de coet (N)                                           |
| {\displaystyle {\dot {m}}},    | cabal màssic de gas (kg/s)                                                    |
| {\displaystyle v_{\text{e}}},  | velocitat del gas a l'escapament de la broqueta (m/s)                         |
| {\displaystyle p_{\text{e}}},  | pressió del gas a l'escapament de la broqueta (Pa)                            |
| {\displaystyle p_{\text{o}}},  | pressió ambiental externa o de corrent lliure (Pa)                            |
| {\displaystyle A_{\text{e}}},  | àrea de la secció transversal de l'escapament de la broqueta (m2)             |
| {\displaystyle v_{\text{eq}}}, | velocitat equivalent (o efectiva) del gas a l'escapament de la broqueta (m/s) |
| {\displaystyle I_{\text{sp}}}, | impuls específic (s)                                                          |
| {\displaystyle g_{\text{o}}},  | gravetat estàndard (al nivell del mar a la Terra); aproximadament 9,807 m/s2  |

## Forma òptima
La relació entre l'àrea de la part més estreta de la tovera i l'àrea del pla de sortida és principalment el que determina l'eficiència amb què l'expansió dels gasos d'escapament es converteix en velocitat lineal, la velocitat d'escapament i, per tant, l'empenta del motor coet. Les propietats del gas també tenen un efecte.
La forma de la tovera també afecta modestament l'eficiència amb què l'expansió dels gasos d'escapament es converteix en moviment lineal. La forma de tovera més simple té un semiangle de con d'aproximadament 15°, que té una eficiència d'aproximadament el 98%. Els angles més petits donen una eficiència lleugerament més alta, els angles més grans donen una eficiència més baixa.
Sovint s'utilitzen formes de revolució més complexes, com ara broquets de campana o formes parabòliques. Aquests donen potser un 1% més d'eficiència que la tovera cònica i poden ser més curts i lleugers. S'utilitzen àmpliament en vehicles de llançament i altres coets on el pes és molt important. Naturalment, són més difícils de fabricar, per la qual cosa solen ser més costosos.
També hi ha una forma de tovera teòricament òptima per a una velocitat d'escapament màxima. No obstant això, normalment s'utilitza una forma de campana més curta, que dóna un millor rendiment general a causa del seu pes molt menor, longitud més curta, pèrdues d'arrossegament més baixes i velocitat d'escapament només molt marginalment inferior.
Altres aspectes del disseny afecten l'eficiència de la broqueta d'un coet. La gola del broquet ha de tenir un radi suau. L'angle intern que s'estreny fins a la gola també té un efecte sobre l'eficiència general, però aquest és petit. L'angle de sortida de la tovera ha de ser el més petit possible (uns 12°) per tal de minimitzar les possibilitats de problemes de separació a baixes pressions de sortida.